# Card coler

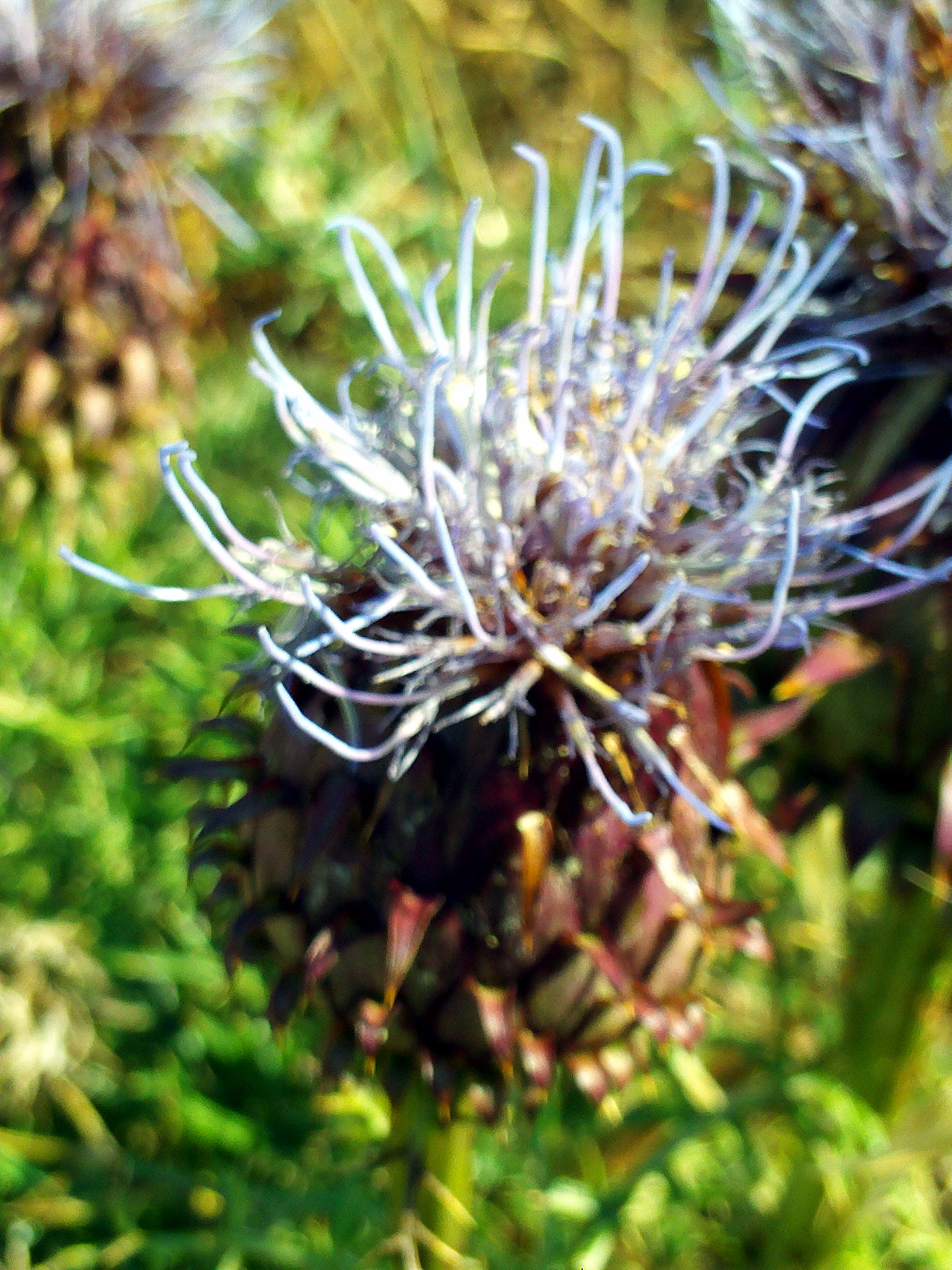
Detall de la flor

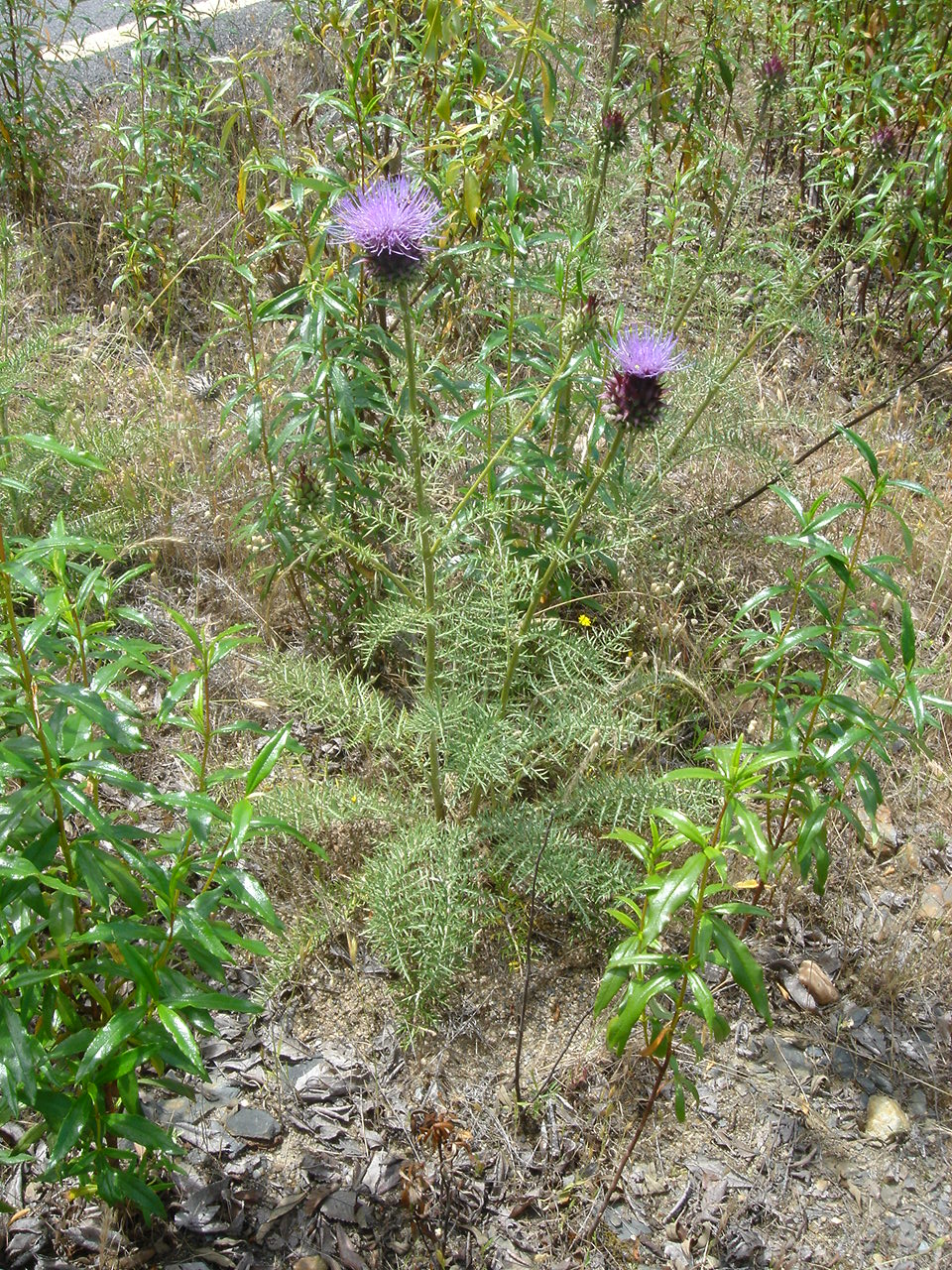
Al seu hàbitat

El card coler, Cynara humilis, és una espècie de planta del grup dels cards dins la família asteràcia, està distribuït al sud de la península Ibèrica, l'Àsia central i nord-est d'Àfrica. S'ha estès a altres parts del món i a Austràlia es considera una espècie invasora. El nom comú català fa referència a la col (concretament a l'herba-col), l'epítet del nom científic, humilis vol dir que és de mida relativament més petita, creix més prop de la terra, que el seu congènere Cynara cardunculus (l'herba-col). Ha estat citada al País Valencià per Cavanilles i a Eivissa per Pau.

## Descripció
Té una tija simple o ramificada, molt llanós especialment a la seva part inferior. Arriba a fer de 60 a 120 cm d'alçada. Les fulles són espinoses, pinnades i de revers tomentós. Les flors són liles, en capítols grans, amb bràctees purpurescents i solitàries. Floreix des de principis de l'estiu.

## Usos
Les seves fulles tendres són comestibles i molt apreciades localment (alcachofas de Andalucía, junt amb altres cards també se'n diu d'aquest cardo borriquero). Té quantitats significatives d'inulina, apta pel consum en persones amb diabetis.

## Sinònims
- Bourgaea humilis (L.) Coss.[3]